# Setaria palmeri
Setaria palmeri är en gräsart som beskrevs av Johannes Jan Theodoor Henrard. Setaria palmeri ingår i släktet kolvhirser, och familjen gräs. Inga underarter finns listade i Catalogue of Life.